# 1960 في الأردن
فيما يلي قوائم الأحداث التي وقعت خلال عام 1960 في الأردن.

## مواليد
- سوسن عبد السلام المجالي، سياسية أردنية.